# U Vinic
U Vinic je přírodní památka poblíž Vysokého Mýta v okrese Ústí nad Orlicí. Oblast spravuje Agentura ochrany přírody a krajiny ČR. Jedná se o zbytek původních slatinných luk. Důvodem ochrany jsou zamokřelé louky s hojným výskytem kruštíku bahenního (Epipactis palustris), vstavače obecného (Anacamptis morio), ostřice oddálené (Carex distans), prstnatce májového (Dactylorhiza majalis), všivce lesního (Pedicularis sylvatica), a dalších ohrožených druhů rostlin. Vyskytuje se zde 20 druhů ostřic.